# Spoorlijn Hostens - Beautiran
De spoorlijn Hostens - Beautiran was een Franse spoorlijn van Hostens naar Beautiran. De lijn was 33,6 km lang.

## Geschiedenis
De lijn werd geopend door de Société générale des chemins de fer économiques op 1 februari 1886. Personenvervoer werd opgeheven op 19 januari 1954. Goederenvervoer was er tussen Cabanac en Beautiran tot 16 augustus 1954 en tussen Hostens en Cabanac tot 30 november 1978. 

### Tracéwijziging
In 1956 werd een nieuw tracé in gebruik genomen tussen Hostens en Saint-Magne.

## Aansluitingen
In de volgende plaatsen is of was er een aansluiting op de volgende spoorlijnen:
Hostens
lijn tussen Lesparre en Saint-Symphorien
Beautiran
RFN 640 000 tussen Bordeaux-Saint-Jean en Sète-Ville